# Tanhouna
Tanhouna är en ort i Burkina Faso.   Den ligger i provinsen Province de la Kossi och regionen Boucle du Mouhoun, i den västra delen av landet, 290 km väster om huvudstaden Ouagadougou. Tanhouna ligger 387 meter över havet och antalet invånare är 977.
Terrängen runt Tanhouna är platt. Runt Tanhouna är det ganska glesbefolkat, med 28 invånare per kvadratkilometer.. Närmaste större samhälle är Badinga, 15,2 km söder om Tanhouna.
Omgivningarna runt Tanhouna är en mosaik av jordbruksmark och naturlig växtlighet.